# Коллінсвілл (Іллінойс)
Коллінсвілл (англ. Collinsville) — місто (англ. city) в США, в окрузі Медісон штату Іллінойс. Населення — 24 366 осіб (2020).

## Географія
Коллінсвілл розташований за координатами 38°40′37″ пн. ш. 90°0′21″ зх. д. / 38.67694° пн. ш. 90.00583° зх. д. (38.676825, -90.005749).  За даними Бюро перепису населення США в 2010 році місто мало площу 38,52 км², з яких 38,02 км² — суходіл та 0,50 км² — водойми.

## Демографія
Згідно з переписом 2010 року, у місті мешкало 25 579 осіб у 10 927 домогосподарствах у складі 6781 родини. Густота населення становила 664 особи/км².  Було 11891 помешкання (309/км²).
Расовий склад населення:
| - 85,3 % — білих - 10,0 % — чорних або афроамериканців - 0,8 % — азіатів - 0,2 % — корінних американців - 1,4 % — осіб інших рас |

До двох чи більше рас належало 2,2 %. Частка іспаномовних становила 4,3 % від усіх жителів.
За віковим діапазоном населення розподілялося таким чином: 22,0 % — особи молодші 18 років, 65,0 % — особи у віці 18—64 років, 13,0 % — особи у віці 65 років та старші. Медіана віку мешканця становила 36,4 року. На 100 осіб жіночої статі у місті припадало 95,6 чоловіків;  на 100 жінок у віці від 18 років та старших — 91,5 чоловіків також старших 18 років.
Середній дохід на одне домашнє господарство  становив 61 553 долари США (медіана — 50 015), а середній дохід на одну сім'ю — 73 630 доларів (медіана — 62 386). Медіана доходів становила 53 854 долари для чоловіків та 37 001 долар для жінок. За межею бідності перебувало 12,7 % осіб, у тому числі 21,4 % дітей у віці до 18 років та 4,4 % осіб у віці 65 років та старших.
Цивільне працевлаштоване населення становило 12 419 осіб. Основні галузі зайнятості: освіта, охорона здоров'я та соціальна допомога — 19,7 %, мистецтво, розваги та відпочинок — 14,9 %, роздрібна торгівля — 14,3 %.